# EMD SDP35
EMD SDP35는 6축 디젤 전기 기관차이며 미국 제너럴 모터스 일렉트로 모티브 디비전에서 1964년 6월부터 1965년 9월까지 제작했다. 엔진은 EMD 16-567D3A, 16-실린더이며 힘은 2,500마력이다. 이 기관차는 승객용으로 연장된 긴 후드 끝에 증기 발생기가 설치된 EMD SD35이다. 이 기관차는 35대 모두 미국에서 운용했다.

## 역사
오래된 E-유닛이 수명이 다된 상황에서, 세보드 에어라인 철도는 특히 여객 열차가 계속 퇴역하는 경우 화물 단위로 두 배가 될 수있는 SD35의 승객용 버전을 EMD에 요청했다. EMD는 SDP35를 출시했고 SAL은 주문을 했고 E4와 E6 단위로 팔았다. SAL의 새로운 SDP35 중 첫 번째는 1964년 여름에 도입되었다. SDP35는 4개의 철도회사에서 도입되었다. SAL (20대, 번호 1100–1119), 애틀랜틱 코스트 라인 철도 (1대, 번호 550), 루이빌 및 내슈빌 철도 (4대, 번호 1700–1703) 및 유니언 퍼시픽 (10대, 번호 1400–1409)이다.
SD35와 SDP35는 매우 유사했기 때문에 EMD는 두 가지를 모두 다루는 단일 운영자 매뉴얼을 출판했다.
SAL은 고속 여객 서비스 뿐만 아니라 빠른 화물 열차에서 SDP35를 성공적으로 사용했지만, 유니언 퍼시픽은 부적합하다는 사실을 알게 되었고 유명한 노란색 E-유닛이 승객을 계속 처리하는 동안 전체 차량을 화물 서비스로 강등했다. 1967년 7월 1일 세보드 코스트 라인 철도가 합병으로 SAL 부서는 승객 번호 601-620을 받았으며 고속 화물 서비스와 여객 열차 모두에서 SCL가 서비스했다. 암트랙의 도착과 함께 SCL은 이들을 화물 시리즈와 1951–1970호로 다시 번호를 매겼다. 나중에 SCL 연도 에 다시 번호가 다시 매겨지고 헤비 야드 작업에 할당되고 4500 시리즈 번호가 할당되었다. ACL 라인이 이전 MKT E8을 인수했을 때 ACL의 열차 번호가 1099로 변경되었다. SCL 합병에서 번호 600 이 지정되었고 나중에 SCL 번호 1950 이 부여되었다. 
루이빌 & 내슈빌'은  SDP35s (1700–1703), 4대는 1964년 승객 열차의 노후화로 E 및 F 유닛 을 대체하도록 주문했으며 증기 발생기가 없이 완성 및 인도되었다. 기관차 조립 중 정부 규제 기관에서 여러 여객 열차 취소를 승인한 후 발전 장비가 설치되어 L&N에 여객 기관차 잉여가 남게 되었다. 납품 후 L&N은 SDP35를 화물 서비스에 할당하여 증기 발생기 위치에 무선 제어 기관차 장비를 설치하고 1969년까지 기관차 서비스에 엔진을 사용했다.
1966년 EMD 645 엔진이 EMD 567을 대체하면서 SDP35가 EMD SDP40으로 대체되었다.

## 이전 소유자
| 철도                      | 대수 | 번호      | 참고 |
| ------------------------- | ---- | --------- | ---- |
| 세보드 에어라인 철도      | 20   | 1100–1119 |      |
| 애틀랜틱 코스트 라인 철도 | 1    | 550       |      |
| 루이빌 및 내슈빌 철도     | 4    | 1700–1703 |      |
| 유니언 퍼시픽 철도        | 10   | 1400–1409 |      |
| 합계                      | 35   |           |      |

## 보존
- 세보드 항공 철도 1114는 노스캐롤라이나주 햄릿에 있는 차고에 전시되어 있다. 이 기관차는 국립 철도 박물관 및 명예의 전당이 소유하고 있다.